# The House of Blue Light
The House of Blue Light este al doisprezecelea album de studio al trupei Deep Purple, lansat în 1987. Este a doua înregistrare în reunita componență clasică.

## Tracklist
1. "Bad Attitude" (Blackmore, Gillan, Glover, Jon Lord) (4:43)
2. "The Unwritten Law" (Blackmore, Gillan, Glover, Ian Paice) (4:34)
3. "Call of The Wild" (Gillan, Blackmore, Glover, Lord) (4:50)
4. "Mad Dog" (4:29)
5. "Black and White" (Blackmore, Gillan, Glover, Lord) (3:39)
6. "Hard Lovin' Woman" (3:24)
7. "The Spanish Archer" (4:56)
8. "Strangeways" (5:56)
9. "Mitzi Dupree" (5:03)
10. "Dead or Alive" (4:42)

- Toate cântecele au fost scrise de Ritchie Blackmore, Ian Gillan și Roger Glover cu excepția celor notate.

## Single-uri
- "Call of The Wild" (1987)
- "Bad Attitude" (1987)

## Componență
- Ritchie Blackmore - chitară
- Ian Gillan - voce, tobe conga, muzicuță
- Roger Glover - chitară bas, sintetizator
- Jon Lord - orgă, claviaturi
- Ian Paice - baterie